# 22450 Nové Hrady
22450 Nové Hrady là một tiểu hành tinh vành đai chính với chu kỳ quỹ đạo là 1609.0869790 ngày (4.41 năm).
Nó được phát hiện ngày 3 tháng 11 năm 1996.